# Tältklotspindel
Tältklotspindel (Theridion sisyphium) är en spindelart som först beskrevs av Carl Alexander Clerck 1757.  I den svenska databasen Dyntaxa används istället namnet Phylloneta sisyphia. Enligt Catalogue of Life ingår tältklotspindel i släktet Theridion och familjen klotspindlar, men enligt Dyntaxa är tillhörigheten istället släktet Phylloneta och familjen klotspindlar. Arten är reproducerande i Sverige.

## Underarter
Arten delas in i följande underarter:
- T. s. foliiferum
- T. s. torandae